# Nyctemera kotoshonis
Nyctemera kotoshonis är en fjärilsart som beskrevs av Matsumura 1930. Nyctemera kotoshonis ingår i släktet Nyctemera och familjen björnspinnare. Inga underarter finns listade i Catalogue of Life.